# Миоковиће
Миоковиће је насеље у општини Лепосавић на Косову и Метохији. Површина катастарске општине Миоковиће где је атар насеља износи 473 ha. Село се налази 15 km северно од Лепосавића са обе стране горњег тока Дренске реке на западним падинама Копаоника; и граничи се на југозападу са насељем Земаница, на западу са Црнатовом, на северу Градиштем (заселак Планинице) и на истоку засеоком Јелењем (општина Брус).
Насеље спада у села разбијеног типа.
Средња надморска висина села је 825 метара.
Село је повезано асфалтним путем са главним саобраћајницама. По предању Богуновиће је старији назив села Миоковиће. Назив села потиче од старих досељеника братства Богуновића. Под данашњим називом село се помиње 1791. године када је митрополит рашки Јанићије запопио “ Јована из Миоковића и дао му лешку парохију на трећину”. У селу постоји основна четвороразредна школа, а постоје и трговинске радње.

## Демографија
- попис становништва 1948: 186
- попис становништва 1953: 191
- попис становништва 1961: 201
- попис становништва 1971: 172
- попис становништва 1981: 111
- попис становништва 1991: 60

У селу 2004. године живи 62 становника и броји 26 домаћинстава. Становништво се подједнако бави земљорадњом и сточарством. Село је познато по гајењу кромпира. Дадашње становништво чине родови : Стефановићи, Савићи, Поповићи, Илићи, Вулетићи, Даниловићи.